# 艾尔弗雷德·P·默拉联邦大楼

爆炸前的艾尔弗雷德·P·默拉联邦大楼。

艾尔弗雷德·P·默拉联邦大楼（Alfred P. Murrah Federal Building）是美国联邦政府建筑，位于美国俄克拉荷马州俄克拉荷马城市区西北第五大街（N.W. 5th Street）200号。该建筑是1995年4月19日俄克拉何马城爆炸案的袭击目标，在这次袭击中，共有168人遇难，其中包括19名儿童。建筑的残骸于袭击后一个月拆除，并在原址上修建了俄克拉荷马城国家纪念公园。

## 建设和使用
该联邦大楼由洛克-怀特公司（Locke, Wright and Associates）的设计师温德尔·洛克设计，于1977年使用钢筋混凝土耗资1450万美元修建而成。该大厦以生长于俄克拉荷马州的联邦大法官艾尔弗雷德·P·默拉命名，于1977年3月2日正式投入使用。
20世纪90年代，该大楼内设有美国社会保障局、美国缉毒局和美國菸酒槍炮及爆裂物管理局的地区办公室。此外它还有美国陆军和海军的征兵办公室。该建筑功能容纳约550名职员。

## 爆炸

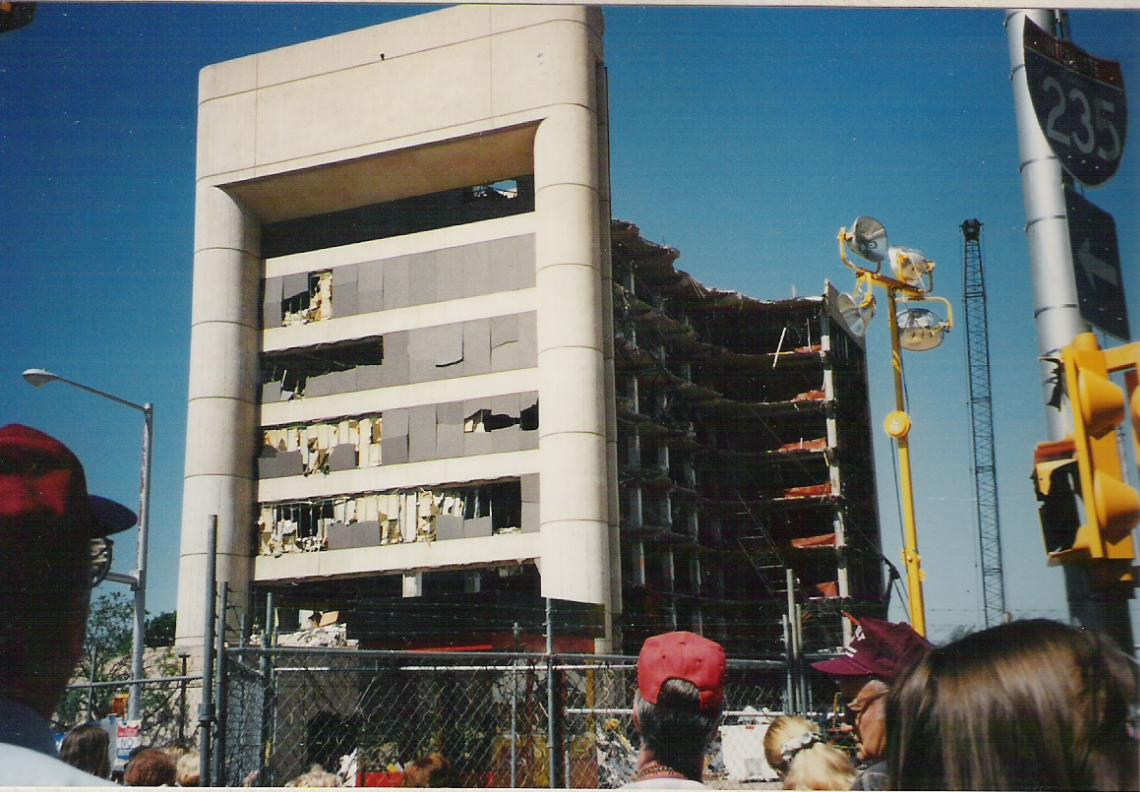
袭击后的默拉联邦大楼

1995年4月19日，一辆装有5,000磅（2,300千克）硝酸铵肥料、硝基甲烷、柴油混合物的莱德租用卡车在默拉联邦大楼门前被引爆，大楼的三分之一在爆炸中被毁，附近多座建筑也遭到严重损毁。这次大爆炸导致168人死亡，其中包括19名儿童，另有超过800人受伤。这是在911事件之前，在美国本土发生的史上最大的一起恐怖袭击。至今它仍是美国国内恐怖主义造成伤亡最大的一次袭击行动。
提摩太·占士·麥克維因发动这次袭击被判处死刑，并于2001年执行。共犯特里·尼古拉斯被判处多重终身监禁，正在联邦监狱中服刑。参与策划的共犯迈克尔·福提尔（Michael Fortier）及其妻洛瑞（Lori）达成了认罪协商，在指证麦克维和尼古拉斯后，迈克尔被判12年监禁，洛瑞则免于起诉。2006年1月，迈克尔因证人保护计划获释。
麦克维表示，自己选择默拉大厦作为袭击目标，是为了报复政府在韦科（正好发生在两年前）和红宝石山脊的清剿行动。在被行刑之前，麦克维说：“自己之前并不知道大楼中有一个日托中心。”并表示，如果知道的话，可能会考虑转换袭击目标。但联邦调查局声称麦克维早在1994年12月就曾探察过大楼内部，他应该在爆炸案之前就知道楼中有日托中心。

## 拆除

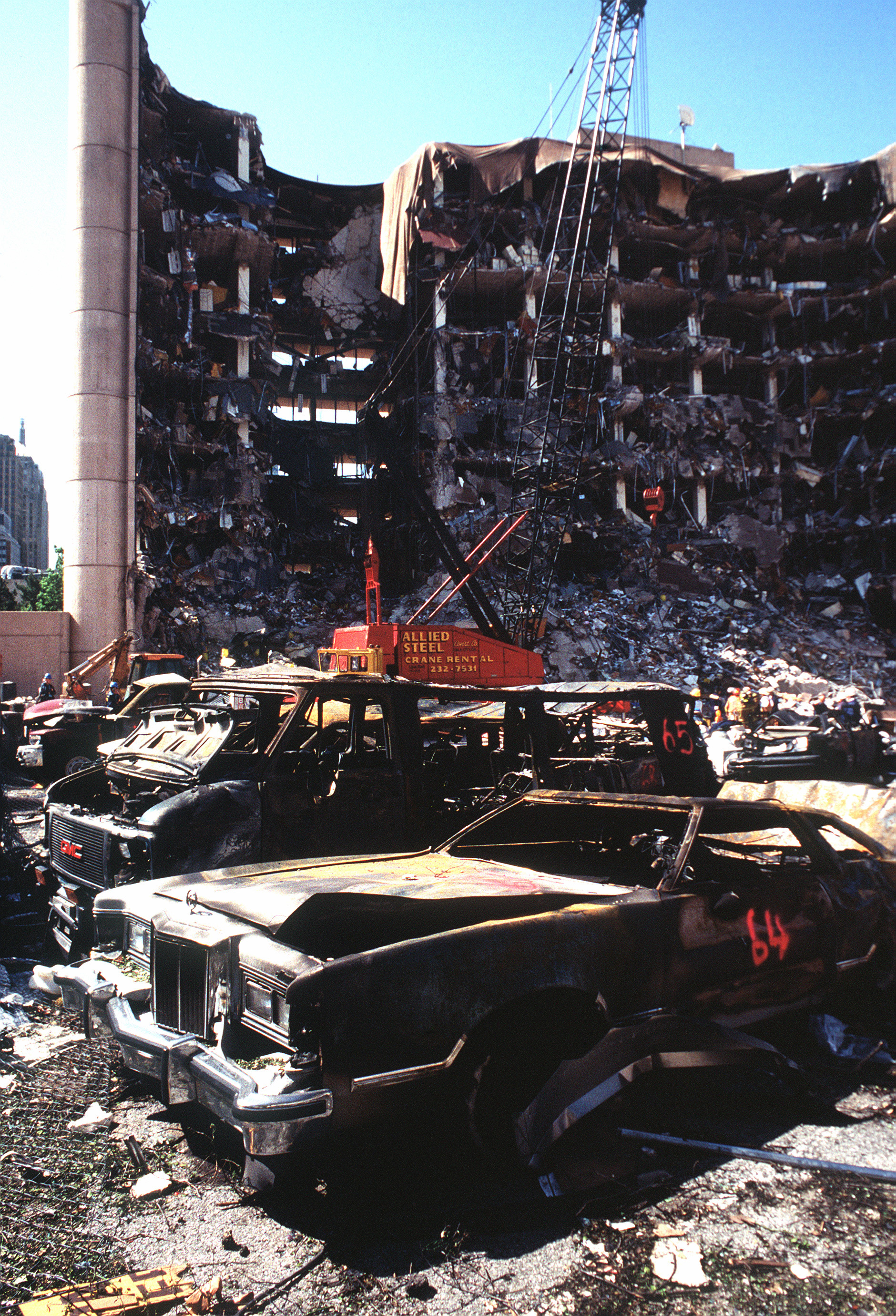
抢救行动时拍摄的默拉大楼

爆炸的搜救行动结束于5月4日下午11时50分，有三名遇难者遗体未能找回，其他所有遗体均被寻获。由于安全原因，大楼原计划在不久后进行拆除。但是麦克维的代理律师史蒂芬·琼斯提出一项动议，要求延期拆除，让辩护团队有时间调查现场，为案件审判做准备。在爆炸发生一个多月后，5月23日上午7时01分，默拉大楼被拆除。在拆除后的数天中，卡车每天从原址向外运出800顿的建筑残骸。部分残骸被用作物证，部分用来改建成纪念公园的一部分，部分捐给当地学校，还有部分用来出售为宗教事业筹款。

## 残骸和改建
现在的俄克拉荷马城国家纪念公园中，仍然留存有默拉联邦大楼的部分残骸。它的广场（原来在大楼的南侧）仍在，并被改建成纪念公园的一部分；默拉大楼的旗杆仍然在使用。建筑的东墙以及南墙的一部分依然保存完好。而且大楼的地下停车场在爆炸中幸存下来，至今仍在使用；不过，停车场已经被严密保护起来，不再对公众开放。
联邦政府在2000年末开始修建一座新楼，以替代默拉大楼。新建筑在默拉大楼原址北边，并采用了多种安保措施。